# Belec
Belec je priimek v Sloveniji, ki ga je po podatkih Statističnega urada Republike Slovenije na dan 1. januarja 2010 uporabljalo 493 oseb in je med vsemi priimki po pogostosti uporabe uvrščen na 626. mesto.

## Znani nosilci priimka
- Anton Belec (1857–1940), kleparski mojster, veleposestnik in župan, izdelal je Aljažev stolp na Triglavu (1895)
- Borut Belec (1931–2022), geograf, profesor UM
- Franc Belec (1894–1979), duhovnik, filolog, prof.
- Ivan Belec (1856–1889), duhovnik in socialni pisec
- Ivo Belec (1928–2023), filmski snemalec
- Lea Belec, umetnostna zgodovinarka, galeristka
- Leopold Belec (1933–2018), ladijski modelar, restavrator
- Marijan Belec (1918–2001), slikar krajinar, kipar
- Matija Belec - Bolfanski (1877–1952), ljudski pesnik in pisatelj
- Robert Belec (*1969), nogometaš
- Teobald Belec (1930–1997), geodet
- Vid Belec (*1990), nogometaš